# Esercizio di cristianesimo
Esercizio di cristianesimo (in danese Indøvelse i Christendom) è un'opera del filosofo Søren Kierkegaard, pubblicata con lo pseudonimo di Anti-Climacus il 27 settembre 1850. In italiano è noto anche come Scuola di cristianesimo o Esercizio del cristianesimo.
Con lo stesso pseudonimo Kierkegaard aveva pubblicato l'anno precedente La malattia mortale, entrambi miranti a esporre la sua visione ideale della cristianità, in opposizione ai lavori firmati con lo pseudonimo di Johannes Climacus, considerato piuttosto autore di opere estetiche. L'uso dello pseudonimo, anche se ormai chiaramente individuabile, sta a significare l'inadeguatezza dell'autore rispetto all'ideale da lui perseguito, come segno di umiltà. Il libro venne pubblicato in seconda edizione nel 1855 quando l'autore scrisse anche un articolo su Fædrelandet (n. 112, 16 maggio 1855), rinunciando ufficialmente all'anonimato.

## Contenuto
- I. »Kommer hid alle I, som arbeide og ere besværede, jeg vil give Eder Hvile.« («Venite a me, voi tutti che siete affaticati, e oppressi, e io vi ristorerò»[2]). Per il risveglio e l'interiorizzazione
- II. »Salig Den, som ikke forarges paa mig.« («Beato colui che non si scandalizzerà di me»). Un'esposizione biblica e una definizione cristiana dei concetti
- III. »Fra Høiheden vil han drage Alle til sig.« «(Dall'alto egli attirerà tutti a sé»[3]). Esposizioni cristiane

## Tema
L'opera è insieme polemica e omiletica, preludio degli attacchi successivi che vedranno l'autore scagliarsi definitivamente contro la Chiesa come istituzione, dedicandosi alla ricerca di una cristianità più sincera, per quanto inevitabilmente fondata sul paradosso umano di non poter comprendere razionalmente Dio. L'esposizione si divide in tre parti. La prima ha a che fare con l'invito di Gesù a rivolgersi con fiducia e umiltà al divino, e a farlo tutti, un suggerimento valido persino se non egli fosse stato il figlio di Dio, da compiere al solo fine di ricevere degnamente la grazia.
La seconda parte mira a dimostrare come sia «beato colui che non si scandalizza» ma crede ai miracoli di Gesù. Si è infatti sempre davanti a un bivio tra la fede e lo scandalo, ma «non si giunge mai alla fede senza passare attraverso la possibilità dello scandalo», che essenzialmente ha a che fare con la sintesi di Dio-uomo, avvenuta in Cristo, ma potenzialmente presente in ogni singolo uomo. Non è l'ordine costituito la sua sede, ma l'interiorità di ciascuno, poiché «ogni uomo, assolutamente ogni uomo, ha e deve avere per suo conto» un rapporto con Dio (perciò i farisei si scandalizzarono di Cristo). In questo senso, l'Uomo-Dio è un segno, rimanda a qualcosa di non immediato e però è un «segno di contraddizione», tutt'altro che un professore di dottrina o un'unità fantastica che non è esistita se non sub specie aeternitatis: egli invece è incognito e indiretto, come una persona, che è sempre di meno di ciò che essa è, ovvero inconoscibile fino in fondo. Qui sta l'errore della chiesa precostituita e di certi pastori che considerano Cristo come atto di comunicazione diretta, una specie di uomo politico e un idolo, laddove si toglie la sua inconoscibilità. Invece «non si può diventare cristiani a così buon mercato».
La terza parte inizia con una preghiera, quindi parla della seduzione di Cristo, in sette discorsi (il primo dei quali riproduce una propria predica nella Cattedrale di Nostra Signora il 1º settembre 1848). Diventare cristiano è un compito difficile, perché esige di abbandonare la ragione e l'esigenza di prove empiriche, che al massimo servono ad attirare l'attenzione fino al momento in cui si giunga alla porta della fede, poi serve un «salto». La possibilità dello scandalo non può essere evitata che col credere. La fede però non è solo una decisione umana, ma un dono di Dio, così come l'essere cristiano non è una dottrina che si può insegnare e imparare, ma una verità che si fa vita attraverso l'imitazione nella sofferenza di Gesù Cristo.

## Edizioni
- Scuola di cristianesimo, trad. Agostino Miggiano e Kristen Montanari Guldbrandsen, Milano: Comunità, 1950; con prefazione di Remo Cantoni, Roma: Newton Compton, 1977
- Esercizio del cristianesimo, a cura di Cornelio Fabro, Roma: Editrice Studium, 1971; Milano: SE, 2012 ISBN 978-88-7710-966-8
- Esercizio di cristianesimo, in Opere, a cura di C. Fabro, vol. 3, Casale Monferrato: Piemme, 1995, pp. 151-407. ISBN 88-384-2373-3
- Esercizio di cristianesimo, a cura di Salvatore Spera, Casale Monferrato: Piemme, 2000 ISBN 978-88-384-4635-1
- Esercizio di cristianesimo, in Le grandi opere filosofiche e teologiche, prefazione di Giovanni Reale, a cura di C. Fabro e Vincenzo Cicero, Milano: Bompiani (coll. Il pensiero occidentale), 2013 ISBN 978-88-452-7339-1